# Paratoxopoda intermedia
Paratoxopoda intermedia är en tvåvingeart som beskrevs av Oswald Duda 1926. Paratoxopoda intermedia ingår i släktet Paratoxopoda och familjen svängflugor. Inga underarter finns listade i Catalogue of Life.